# Municipio de Lower Tyrone
El municipio de Lower Tyrone (en inglés: Lower Tyrone Township) es un municipio ubicado en el condado de Fayette en el estado estadounidense de Pensilvania. En el año 2000 tenía una población de 1.171 habitantes y una densidad poblacional de 29 personas por km².

## Geografía
El municipio de Lower Tyrone se encuentra ubicado en las coordenadas 40°04′38″N 79°40′39″O / 40.07722, -79.67750.

## Demografía
Según la Oficina del Censo en 2000 los ingresos medios por hogar en la localidad eran de $31,019 y los ingresos medios por familia eran de $36,731. Los hombres tenían unos ingresos medios de $30,804 frente a los $16,528 para las mujeres. La renta per cápita de la localidad era de $13,995. Alrededor del 13,5% de la población estaba por debajo del umbral de pobreza.